# 澄観
澄観（ちょうかん）は、中国華厳宗の第四祖とされる僧。別名は清涼国師。清涼澄観とも。俗姓は夏侯。越州山陰県（浙江省紹興市柯橋区）の出身。

## 略歴
11歳で越州宝林寺に出家。天台宗や律宗・三論宗・禅宗など幅広く学ぶ。五台山清涼寺に住み華厳を研究する。
中国華厳宗は杜順-智儼-法蔵-澄観-圭峰宗密との祖統説を立てる。しかし、澄観は実際に法蔵に師事したわけではなく、法蔵の弟子慧苑のそのまた弟子の法詵より華厳学を受けた。澄観は師の師である慧苑に対し法蔵の意を継承していないと厳しく批判したため、後世において祖統説が成立するなかで慧苑は外され、澄観が4祖に位置づけられている。
澄観は「四法界」の説をたて、華厳教学に貢献した。

## 四法界の説
四法界とは現象世界に対する四つのものの見方である。
1. 事法界（じほっかい）　我々凡人の普通の物の見方である。
2. 理法界（りほっかい）　すべての物に実体はなく、空であるという見方。
3. 理事無礙法界（りじむげほっかい）　実体がなく空であるという理と具体的なものごとが妨げあわずに共存しているという見方。
4. 事事無礙法界（じじむげほっかい）　一切の物が空であるという理が姿を消し、一切の物事が妨げあわずに共存するという見方。

インド仏教が空の世界に行きっぱなしなのに対し、一度空の世界には行ってから現象世界に戻ってくるところがいかにも中国仏教らしい現実性を感じさせる。禅の十牛図で最後に町中に帰ってくる（入鄽垂手）のと共通のものを感じさせる。

## 著書
- 「大方広仏華厳経疏」（華厳経疏・大疏などと略称される）八十華厳の注釈書。
- 「大方広仏華厳経随疏演義抄」（演義抄・大疏抄などと略称される）華厳経疏をさらに詳説したもの。
- 「法界玄鏡」など